# Octospora
Octospora es un género de hongos en la familia Pyronemataceae.

## Especies
Entre las especies de este género se cuentan:
- Octospora axillaris
- Octospora carbonigena
- Octospora coccinea
- Octospora convexula
- Octospora crosslandii
- Octospora humosa
- Octospora leucoloma
- Octospora melina
- Octospora musci-muralis
- Octospora neglecta
- Octospora roxheimii
- Octospora rubens
- Octospora rustica